# منتخب أوغندا لكرة السلة
منتخب أوغندا لكرة السلة هو ممثل أوغندا الرسمي في المنافسات الدولية في كرة السلة. ينتمي إلى منطقة الاتحاد الأفريقي لكرة السلة. انضم إلى الاتحاد الدولي لكرة السلة في عام 1963.